# Podokesaurus
Podokesaurus („rychlonohý ještěr“) byl rod malého teropodního dinosaura z nadčeledi Coelophysoidea, žijící na území současného východu Spojených států amerických v období rané jury (geologické věky pliensbach až toark, asi před 190 až 174 miliony let).

## Historie

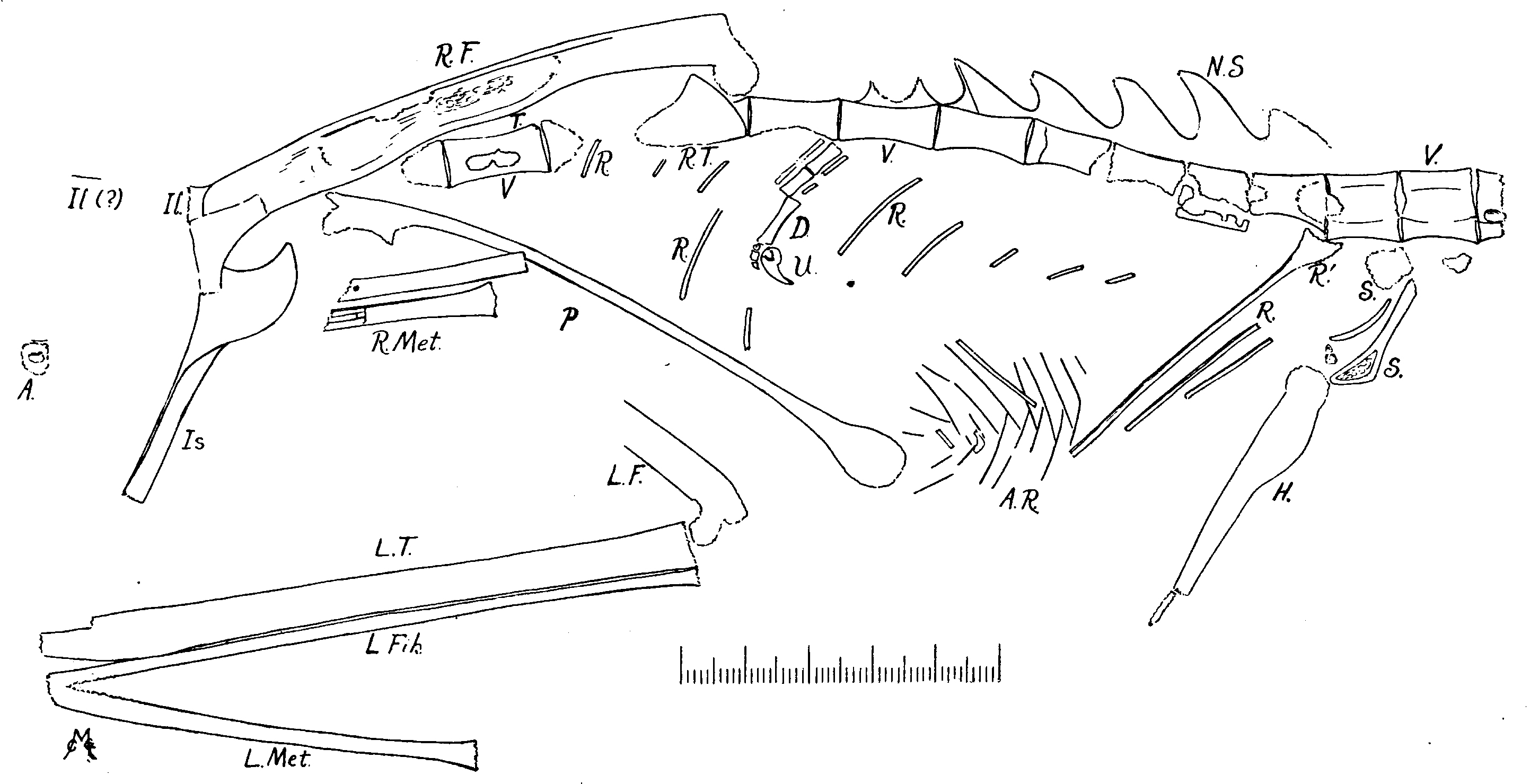
Podokesaurus - nákres dochovaných fosilií holotypu.

Fosilie tohoto menšího teropoda byly objeveny roku 1910 v sedimentech souvrství Portland na území státu Massachusetts. Formálně je popsal paleontolog Mignon Talbot roku 1911. Bylo objeveno několik exemplářů, z nichž větší dosahoval pravděpodobně délky kolem 2,7 metru, menší pak pouze 0,9 metru. Jednalo se o štíhle stavěného menšího teropoda, spadajícího do nadčeledi Coelophysoidea a potenciálně i čeledi Coelophysidae. Mezi jeho blízké příbuzné patřil samotný rod Coelophysis, dále rody Segisaurus, Megapnosaurus a další. Bohužel typový exemplář byl zničen při požáru, který zasáhl muzeum, v němž byla fosilie uložena.
V ekosystémech stejného geologického souvrství žilo také množství ptakoještěrů a jiných dinosaurů, například velkých neoteropodů, dosahujících délky přes 9 metrů.

## V populární kultuře
Podokesaurus byl jedním ze dvou navrhovaných státních dinosaurů státu Massachusetts (spolu s rodem Anchisaurus). Po veřejné volbě s více než 35 700 hlasy nakonec vyhrál právě tento dinosaurus a měl by se tak stát státním dinosaurem Massachusetts.